# Himalayapotamon monticola
Himalayapotamon monticola is een krabbensoort uit de familie van de Potamidae. De wetenschappelijke naam van de soort is voor het eerst geldig gepubliceerd in 1910 door Alcock.